# Krupniki
Krupniki – wieś w Polsce położona w województwie podlaskim, w powiecie białostockim, w gminie Choroszcz.
W latach 1975–1998 miejscowość administracyjnie należała do województwa białostockiego.

## Historia
Według Pierwszego Powszechnego Spisu Ludności, przeprowadzonego w 1921 r., Krupniki zamieszkiwane były przez 114 osób (57 kobiet i 57 mężczyzn) w 22 domach. Większość mieszkańców miejscowości, w liczbie 93, zadeklarowało wyznanie prawosławne, zaś pozostałe 21 podało wyznanie rzymskokatolickie. Jednocześnie wszyscy mieszkańcy zgłosili polską przynależność narodową. W owym czasie wieś znajdowała się w gminie Białostoczek powiatu białostockiego.
W XIX w. prawosławni mieszkańcy wsi przynależeli do parafii Podwyższenia Krzyża Świętego w Fastach, zaś w okresie międzywojennym do parafii Opieki Matki Bożej w Choroszczy.